# Serrolândia
Serrolândia é um município brasileiro do estado da Bahia.

## História
O território que compõe o município de Serrolândia foi originariamente povoado por diversas etnias indígenas, com destaque para o povo indígena Payayá, grupo pertencente aos povos genericamente denominados de tapuias. Os povos paiaiás viviam na região entre Jacobina e o Vale do Paraguaçu ocupando uma área conhecida como Sertão das Jacobinas.
Na primeira década do século XVIII, os Payayás foram aldeados por missionários franciscanos no Aldeamento de Bom Jesus da Glória de Jacobina, missão religiosa fundada em 1706. Isso contribuiu para um despovoamento da região entre os séculos XVII e XIX, pois a concentração populacional causada pelo aldeamento da população indígena remanescente pelos franciscanos e a expulsão dos indígenas que se recusaram a se aldearem nas missões religiosas, permitiu o estabelecimento de propriedades latifundiárias de grandes proporções, sendo um território ignorado pelos governos do período colonial e do Império.
Em razão desse esquecimento no século XIX e das primeiras décadas do século XX, a região que formaria Serrolândia passou a ser ocupada por posseiros que habitavam moradias precárias, as quais constituiriam no final da década de 1920 um povoado com o nome de Serrote que pertencia ao município de Jacobina.
A expansão populacional do povoado de Serrote permitiu que em 1953 ele fosse elevado à condição de vila e, em 1962, fosse emancipado politicamente.

## Demografia

### População
Segundo o Censo 2022 do Instituto Brasileiro de Geografia e Estatística (IBGE), a população de Serrolândia é de 13 335 habitantes.

## Política e administração
O município de Serrolândia possui uma estrutura político-administrativa composta pelo Poder Executivo, chefiado por um prefeito eleito por sufrágio universal, o qual é auxiliado diretamente por secretários municipais nomeados por ele, e pelo Poder Legislativo, institucionalizado pela Câmara Municipal de Serrolândia, órgão colegiado de representação dos munícipes, composto por vereadores também eleitos por sufrágio universal.

### Poder Executivo
O prefeito de Serrolândia é Gildo Mota Bispo, do Partido Comunista do Brasil (PCdoB), que assumiu o cargo em 2021 para seu primeiro mandato e foi reeleito em 2024, iniciando seu segundo mandato em 2025. O vice-prefeito é Claudionor Duarte Carvalho, também conhecido como Karote, do Avante.

### Poder Legislativo
A Câmara Municipal de Serrolândia é composta por nove vereadores.